# Pop Life
Pop Life je název třetího studiového alba francouzského DJ Davida Guetty. Bylo vydáno v roce 2007 vydavatelstvím Virgin a vyprodukováno Joachimem Garraudem.
Prvním singlem z alba se stala píseň „Love Is Gone“, která obsadila deváté místo v britské hitparádě. Její remix od Freda Riestera a Joachima Garrauda se hrál v tanečních klubech v různých částech světa. Dalšími singly se staly písně „"Baby When the Light“, „Delirious“, „Tomorrow Can Wait“ a „Everytime We Touch“.
Celkem se prodalo 530 tisíc kopií alba, nejvíce se prodávalo v Evropě.

## Seznam skladeb
1. „Baby When the Light“ (Cozi) — 3:27
2. „Love Is Gone“ (Chris Willis - Original Mix) — 3:06
3. „Everytime We Touch“ (Steve Angello a Sebastian Ingrosso) — 3:40
4. „Delirious“ (Tara McDonald) — 4:31
5. „Tomorrow Can Wait“ (Chris Willis vs. El Tocadisco) — 3:33
6. „Winner of the Game“ (JD Davis) — 3:02
7. „Do Something Love“ (Juliet) — 4:10
8. „You're Not Alone“ (Tara McDonald) — 3:54
9. „Never Take Away My Freedom“ (Chris Willis) — 4:09
10. „This Is Not a Love Song“ (JD Davis) — 3:46
11. „Always“ (JD Davis) — 4:00
12. „Joan of Arc“ (Thailand) — 4:00
13. „Love Is Gone“ (Chris Willis - Fred Rister & Joachim Garraud Radio Edit Remix) — 3:21